# ميغيل ميسيل رييس
ميغيل ميسيل رييس (بالإسبانية: Miguel Angel Reyes)‏ هو فنان ورسام إسباني، ولد في 1964 في ولاية كوليما في المكسيك.